# إد ألين (عازف جاز)
إد ألين (بالإنجليزية: Ed Allen)‏ هو عازف جاز أمريكي، ولد في 15 ديسمبر 1897 في ناشفيل في الولايات المتحدة، وتوفي في 28 يناير 1974 في نيويورك في الولايات المتحدة.

## وصلات خارجية
- إد ألين على موقع ميوزك برينز (الإنجليزية)
- إد ألين على موقع أول ميوزيك (الإنجليزية)
- إد ألين على موقع ديسكوغز (الإنجليزية)